# باشگاه فوتبال هرفورد یونایتد
باشگاه فوتبال هرفورد یونایتد (انگلیسی: Hereford United F.C.) یک باشگاه فوتبال در شهر هرفورد، کشور انگلستان بود که در سال ۱۹۲۴ میلادی تأسیس و در سال ۲۰۱۴ منحل شد. در سال ۲۰۱۴ با حذف پسوند «یونایتد»، باشگاه دیگری تحت عنوان باشگاه فوتبال هرفورد تأسیس شد.